# Gimeux
Gimeux – miejscowość i gmina we Francji, w regionie Nowa Akwitania, w departamencie Charente.
Według danych na rok 1990 gminę zamieszkiwało 751 osób, a gęstość zaludnienia wynosiła 101 osób/km² (wśród 1467 gmin regionu Poitou-Charentes Gimeux plasuje się na 406. miejscu pod względem liczby ludności, natomiast pod względem powierzchni na miejscu 970.).